# Останній акулячий торнадо: Якраз вчасно
«Останній акулячий торнадо: якраз вчасно» (англ. The Last Sharknado: it's About Time, також зветься, як «Акулячий торнадо 6») — це американський науково-фантастичний комедійний фільм-катастрофа 2018 року, знятий для телебачення, і шоста і остання частина серії фільмів «Акулячий торнадо». Режисером фільму виступив Ферранте Ентоні/Ентоні Ферранте, а Іан Зірінг, Тара Рід і Кессі Скербо повторили свої ролі з попередніх частин. У фільмі Фінн і банда використовують подорож у часі для того, щоб зупинити акуляче пекло в історії. Фільм отримав загалом негативні відгуки.

## Критика
Як і четвертий і п'ятий фільм, заключний фільм отримав загалом негативні відгуки. Фільм має 22 бали на Metacritic, що вказує на «в цілому несприятливі відгуки». Гнилі помідори дав фільму 20 %, заснованих на п'яти рецензії критиків.

## У ролях
- Іан Зірінг — Фін Шеперд
- Тара Рід — Квітень Шепард
- Кессі Сербо — Нова Кларк